# Novaculops woodi
Novaculops woodi là một loài cá biển thuộc chi Novaculops trong họ Cá bàng chài. Loài này được mô tả lần đầu tiên vào năm 1901.

## Từ nguyên
Từ định danh woodi được đặt theo tên của Thomas Denison Wood, giáo sư vệ sinh học đến từ Đại học Stanford (California, Hoa Kỳ), người đã thu thập hai mẫu vật tại Honolulu, Hawaii.

## Phạm vi phân bố và môi trường sống
N. woodi có phạm vi phân bố ở Bắc Thái Bình Dương. Đây là một loài đặc hữu của quần đảo Hawaii, được tìm thấy trên nền đáy cát ở độ sâu khoảng từ 15 đến 100 m.

## Mô tả
Chiều dài cơ thể tối đa được ghi nhận ở N. woodi là khoảng 19 cm. Loài cá này có màu xanh lục xám, chuyển sang màu trắng hồng ở vùng bụng. Chấm đen trên mỗi màng gai vây lưng. Mống mắt màu đỏ tươi. Gốc vây ngực có màu đỏ. Cá cái có một đốm trắng lớn ở sau đầu, nằm dưới vây ngực.

### Trích dẫn
- "Xyrichtys pastellus, a new razorfish from the southwest Pacific, with discussion of the related X. sciistius and X. woodi" (PDF). aqua, International Journal of Ichthyology. Quyển 14 số 3. 2008. tr. 149–158. {{Chú thích tạp chí}}: Đã bỏ qua tham số không rõ |authors= (trợ giúp)